# The Low End Theory
Az 1991-es The Low End Theory az A Tribe Called Quest második nagylemeze. Három kislemez jelent meg mellé, a Check the Rhime, a Jazz (We've Got) és a Scenario.
A Rolling Stone magazin Minden idők 500 legjobb albuma listáján a 154. lett. 1995. február 1-jén kapta meg a platina minősítést a RIAA-tól. Szerepel az 1001 lemez, amit hallanod kell, mielőtt meghalsz című könyvben.

## Az album dalai
|     | Cím                                                                | Szerző(k)                                                                                | Hossz |
| --- | ------------------------------------------------------------------ | ---------------------------------------------------------------------------------------- | ----- |
| 1.  | Excursions                                                         | Jonathan Davis (Q-Tip)                                                                   | 3:53  |
| 2.  | Buggin' Out                                                        | Davis, Ali Shaheed Muhammad, Malik Taylor                                                | 3:38  |
| 3.  | Rap Promoter                                                       | Davis, Muhammad                                                                          | 2:13  |
| 4.  | Butter                                                             | Davis, Muhammad, Taylor                                                                  | 3:39  |
| 5.  | Verses from the Abstract (közreműködik Vinia Mojica és Ron Carter) | Davis                                                                                    | 3:59  |
| 6.  | Show Business (közr. Diamond D, Lord Jamar és Sadat X)             | Skeff Anselm, Davis, Lorenzo Dechalus, Joseph Kirkland, Muhammad, Derrick Murphy, Taylor | 3:53  |
| 7.  | Vibes and Stuff                                                    | Davis, Taylor                                                                            | 4:18  |
| 8.  | The Infamous Date Rape                                             | Davis, Muhammad, Taylor                                                                  | 2:54  |
| 9.  | Check the Rhime                                                    | Davis, Muhammad, Taylor                                                                  | 3:36  |
| 10. | Everything Is Fair                                                 | Anselm, Davis, Muhammad, Taylor                                                          | 2:58  |
| 11. | Jazz (We've Got)                                                   | Davis, Muhammad, Taylor                                                                  | 4:09  |
| 12. | Skypager                                                           | Davis, Muhammad, Taylor                                                                  | 2:13  |
| 13. | What?                                                              | Davis                                                                                    | 2:29  |
| 14. | Scenario (közr. Busta Rhymes, Charlie Brown és Dinco D)            | Davis, Bryan Higgins, James Jackson, Muhammad, Trevor Smith, Taylor                      | 4:10  |

## Közreműködők
- Ron Carter – nagybőgő
- Ali Shaheed Muhammad – DJ
- Phife Dawg, Q-Tip, Busta Rhymes, Charlie Brown, Diamond D, Dinco D, Lord Jamar, Sadat X – ének

### Produkció
- Hangszerelés: A Tribe Called Quest
- Design: Zombart JK
- Hangmérnök: Pete Christensen, Eric Gast, Rod Hui, Gerard Julien, Jim Kvoriac, Tim Latham, Anthony Saunders, Bob Power, Christopher Shaw, Marc Singleton, Jamey Staub, Dan Wood
- Mastering: Tom Coyne
- Keverés: Bob Power, A Tribe Called Quest
- Fényképek: Joe Grant
- Producer: A Tribe Called Quest, Skeff Anselm

## Fordítás
Ez a szócikk részben vagy egészben a The Low End Theory című angol Wikipédia-szócikk ezen változatának fordításán alapul.  Az eredeti cikk szerkesztőit annak laptörténete sorolja fel. Ez a jelzés csupán a megfogalmazás eredetét és a szerzői jogokat jelzi, nem szolgál a cikkben szereplő információk forrásmegjelöléseként.